# Христо Данчев
Христо Иванов Данчев е български офицер, генерал-майор, участник в Балканската (1912 – 1913) и Междусъюзническата война (1913), командир на рота и на дружина от 1-ви пехотен софийски полк през Първата световна война (1915 – 1918). Член на Военния съюз. Председател на ФК Левски София (1935).

## Биография
Христо Данчев е роден на 26 януари 1886 г. в Етрополе, Княжество България. През 1906 г. завършва в 26-и випуск на Военното на Негово Княжеско Височество училище и на 19 септември е произведен в чин подпоручик. На 22 септември 1909 г. е произведен в чин поручик. Взема участие в Балканската (1912 – 1913) и Междусъюзническата война (1913), като на 5 август 1913 г. е произведен в чин капитан.
През Първата световна война (1915 – 1918) капитан Христо Данчев е първоначално командир на рота от 1-ви пехотен софийски полк, за която служба съгласно заповед № 679 от 1917 г. „за отличия и заслуги през втория период на войната“ е награден с Военен орден „За храброст“, IV степен, 2 клас. На 20 юли 1917 г. е произведен в чин майор. Поема командването на дружина от същия полк, за която служба през 1918 г. е награден с Военен орден „За храброст“, IV степен, 1 клас, която награда е потвърдена със заповед № 355 от 1921 година. През 1921 г. със заповед № 464 за същата служба е награден с Орден „Св. Александър“, IV степен с мечове в средата.
На 8 август 1920 е произведен в чин подполковник, а от 21 декември същата година поема командването на 13-а пехотна рилска дружина, на която служба е до 17 декември 1922 г. Началник е на Кюстендилското военно окръжие и е помощник-началник на пограничния сектор. От 1923 г. е на служба във Военното училище, а през следващата година е назначен на служба в 1-ва пехотна дружина. През 1926 г. подполковник Данчев е инспектор в щаба на жандармерията. През 1928 г. е произведен в чин полковник, а от 1930 г. е член на военнокасационния съд. През 1933 г. е назначен на служба в Главното интендантство, през 1934 г. командва 1-ва пехотна софийска дивизия, а през 1935 г. е началник 4-та военна инспекционна област и командир на 4-та армия. Същата година е произведен в чин генерал-майор. Член е на Военния съюз.
Генерал-майор Христо Данчев умира на 21 септември 1935 година. Според някои автори не умира от естествена смърт. Погребан е в централните софийски гробища.

## Семейство
Христо Данчев е женен и има 3 деца Иван (р. 1915), Надежда (р. 1921) и Мария (р. 1923).

## Военни звания
- Подпоручик (19 септември 1906)
- Поручик (22 септември 1909)
- Капитан (5 август 1913)
- Майор (28 юли 1917)
- Подполковник (28 август 1920)
- Полковник (1 януари 1928)
- Генерал-майор (1 януари 1935)

## Награди
- Военен орден „За храброст“, IV степен, 2 клас (1917)
- Военен орден „За храброст“, IV степен, 1 клас (1918/1921)
- Орден „Св. Александър“, IV степен с мечове в средата (1921)

## Образование
- Военно на Негово Княжеско Височество училище (до 1906)